# Femme au corsage noir
La Femme au corsage noir est un tableau réalisé en 1873 par Adrien de Witte, peintre belge et professeur à l'Académie royale des beaux-arts de Liège. Ce portrait est souvent considéré comme une des premières œuvres maîtresses de l'artiste,,.

## Élaboration et genre artistique
Selon Charles Delchevalerie, « c'est par la peinture que de Witte s'affirme tout d'abord », brossant dès 1867 son Autoportrait « si curieusement précis et expressif dans sa naïveté méticuleuse ». Six plus tard, alors que « les dons du débutant s'amplifient » et que « sa conception s'élucide et s'approfondit », il peint son « magistral portrait » de Femme au corsage noir. Comme dans la majorité de ses portraits, l'artiste laisse « une large part au dessin » et utilise une technique plus classique.
L'historienne de l'art Gaëtane Warzée remarque que la jeune anonyme dépeinte est un modèle qu'Adrien de Witte réutilise pour son tableau La Lessiveuse de 1879, « qui la met en scène sous les traits d'une femme du peuple occupée à laver du linge ».
Selon le catalogue effectué en 1927 par Charles Delchevalerie et Armand Rassenfosse, Adrien de Witte a réalisé une quinzaine de portraits sur un total de 78 peintures à l'huile. Il utilise fréquemment ce genre artistique dans le reste de son œuvre ; dans ses dessins, ses gravures et surtout ses pastels, où six des sept pièces listées sont des portraits.

## Parcours de l'œuvre
En 1927, le tableau fait partie de la collection de M. Maurice Chizelle, industriel et grand collectionneur d'art,,. En 1928, ce dernier effectue un legs en faveur de la ville de Liège, offrant un lot important de peintures, dessins et gravures d'Adrien de Witte, dont la présente toile,,. Au décès de l'industriel-collectionneur en 1931, la peinture entre donc dans les collections du musée des Beaux-Arts de Liège,, puis passe au musée de l'Art wallon lors de sa création en 1952 (no 578 d'inventaire),. Elle y reste jusqu'au moment où l'ensemble des collections des musées des Beaux-Arts et de l'Art wallon (regroupées depuis 2011 aux Beaux-Arts) est transféré au musée de La Boverie en 2016,.

## Description
L'œuvre est décrite en détail par Françoise Dehousse et Maurice Pauchen dans le premier volume du Catalogue général du Musée de l'Art wallon publié en 1983 :

« La jeune femme assise, vue de trois quarts, le bras gauche légèrement appuyé sur le dossier d'une chaise en bois, porte un corsage égayé d'une collerette et de manchettes en dentelle blanche. Les yeux du spectateur se portent tout d'abord vers le visage dont les traits délicats sont mis en valeur par un jeu subtil d'ombre et de lumière. Une douce mélancolie émane de cette jeune femme au regard triste, aux lèvres fines. La coiffure quelque peu négligée, le lobe délicat de l'oreille, une petite fossette au menton, lui donnent une grâce quasi enfantine. Les mains élégamment croisées confèrent au modèle un caractère posé et méditatif. Le fond neutre de teinte brunâtre fait ressortir la douceur de la carnation où se mêlent savamment touches de rose et de bleu. »

## Réception critique
En 1949, Charles Delchevalerie remarque que « le peintre s'impose par l'étonnante réussite » de ce portrait, au sujet duquel il s'est déjà étendu en 1927 : « […] il réalise ce magistral portrait de femme assise, en corsage noir et collerette blanche, d'une facture si délicate, si ferme, et qu'anime un sentiment si doucement spiritualisé. On pense aux intimités d'un Fantin-Latour devant une œuvre aussi riche dans sa simplicité, et l'on a peine à croire que tant de distinction pensive émane du pinceau d'un artiste de vingt-deux ans ». 
En 1930, Jules Bosmant considère le tableau, ainsi que quelques œuvres de l'artiste qui étaient restées peu connues du public jusqu'à ce qu'elles soient exposées lors du Salon de la Société royale des Beaux-Arts de mai-juin 1926, comme une « magistrale révélation ». Il cite également la peinture lorsqu'il évalue le développement singulier que présente l'œuvre du peintre sur une dizaine d'années : « De Witte, en 1870, n'avait que vingt ans et son œuvre tenait dans trois peintures et quelques dessins ; mais en 1880, il avait déjà peint, entre beaucoup d'autres, sa Femme au corsage noir, sa Lessiveuse, les Lavandières du Musée de Bruxelles, et ce fameux Corset rouge […] ».
Gaëtane Warzée estime en 2018 que la Femme au corsage noir « à la mise sobre, à la pose affectée, au métier minutieux, relève d'une conception bien différente » que la Femme au corset rouge, œuvre que l'artiste réalise en 1880. Elle considère également que la peinture est digne des « grands maîtres français contemporains » et révèle Adrien de Witte comme un « peintre talentueux à qui il faut rendre hommage à ce titre, car trop souvent reconnu uniquement pour ses talents de graveur et de dessinateur ».

## Expositions
- 1926 : Salon de la Société royale des Beaux-Arts, du 15 mai au 15 juin, Palais des Beaux‑Arts du parc de la Boverie, Liège (catalogue no 139)[19],[20].
- 1927 : Exposition d'ensemble de l'œuvre d'Adrien de Witte (dans le cadre du Salon de la Société royale des Beaux-Arts), du 28 mai au 28 juin, Palais des Beaux‑Arts du parc de la Boverie, Liège (catalogue no 216)[19],[20],[21].
- 1939 : Cent ans d'Art wallon (exposition organisée à l'occasion du 100e anniversaire de l'Académie royale des Beaux-Arts), du 8 juillet au 24 septembre, musée des Beaux-Arts, Liège (catalogue no 93)[19],[20],[22].
- 1950 : Rétrospective Adrien de Witte, du 14 octobre au 12 novembre, musée des Beaux‑Arts, Liège (catalogue no 4 et illustration dans le catalogue p. 14)[19],[20],[22].
- 1964 : 125e anniversaire de l'Académie royale des Beaux‑Arts, du 11 avril au 10 mai, musée des Beaux-Arts, Liège (catalogue no 237)[19],[22].
- 1983 : La représentation humaine dans les collections du Musée de l'Art wallon, musée de l'Art wallon, Liège (catalogue no 24)[19].
- 1992 : Le Cercle royal des Beaux-Arts de Liège 1892-1992, du 18 septembre au 20 avril 1993, Cercle royal des Beaux-Arts, Liège (catalogue no 19 et illustration de couverture du catalogue de l'exposition)[19],[23].